# Großsteingrab Havelte 2
Das Großsteingrab Havelte 2 (auch Havelteberg genannt) ist eine megalithische Grabanlage der jungsteinzeitlichen Westgruppe der Trichterbecherkultur (TBK) bei Havelte, einem Ortsteil von Westerveld in der niederländischen Provinz Drenthe. Das Grab trägt die Van-Giffen-Nummer D54.

## Lage
Das Grab befindet sich nördlich von Havelte am Hunebeddenweg. Etwa 150 m westlich liegt das Großsteingrab Havelte 1 (D53).

## Forschungsgeschichte

### 18. und 19. Jahrhundert
Das Grab wurde erstmals 1732 von Andries Schoemaker erwähnt. Im gleichen Jahr fertigte Cornelis Pronk eine Zeichnung an. Leonhardt Johannes Friedrich Janssen, Kurator der Sammlung niederländischer Altertümer im Rijksmuseum van Oudheden in Leiden, besuchte 1847 einen Großteil der noch erhaltenen Großsteingräber der Niederlande, darunter auch das Grab Havelte 2, und publizierte im folgenden Jahr das erste Überblickswerk mit Baubeschreibungen und schematischen Plänen der Gräber. Janssens Nachfolger Willem Pleyte unternahm 1874 zusammen mit dem Fotografen Jan Goedeljee eine Reise durch Drenthe und ließ dort erstmals alle Großsteingräber systematisch fotografieren. Auf Grundlage dieser Fotos fertigte er Lithografien an. Conrad Leemans, Direktor des Rijksmuseums, unternahm 1877 unabhängig von Pleyte eine Reise nach Drenthe. Jan Ernst Henric Hooft van Iddekinge, der zuvor schon mit Pleyte dort gewesen war, fertigte für Leemans Pläne der Großsteingräber an. Leemans’ Bericht blieb allerdings unpubliziert.

### 20. und 21. Jahrhundert
Zwischen 1904 und 1906 dokumentierte der Mediziner und Amateurarchäologe Willem Johannes de Wilde alle noch erhaltenen Großsteingräber der Niederlande durch genaue Pläne, Fotografien und ausführliche Baubeschreibungen. Seine Aufzeichnungen zum Grab von Havelte sind allerdings verloren gegangen. 1918 dokumentierte Albert Egges van Giffen die Anlage für seinen Atlas der niederländischen Großsteingräber. 1955, 1966 und 1995 wurden Restaurierungen durchgeführt. Eine archäologische Grabung hat bislang nicht stattgefunden. Seit 1997 ist die Anlage ein Nationaldenkmal (Rijksmonument). 2017 wurde die Anlage zusammen mit den anderen noch erhaltenen Großsteingräbern der Niederlande in einem Projekt der Provinz Drente und der Reichsuniversität Groningen von der Stiftung Gratama mittels Photogrammetrie in einem 3D-Atlas erfasst.

## Beschreibung

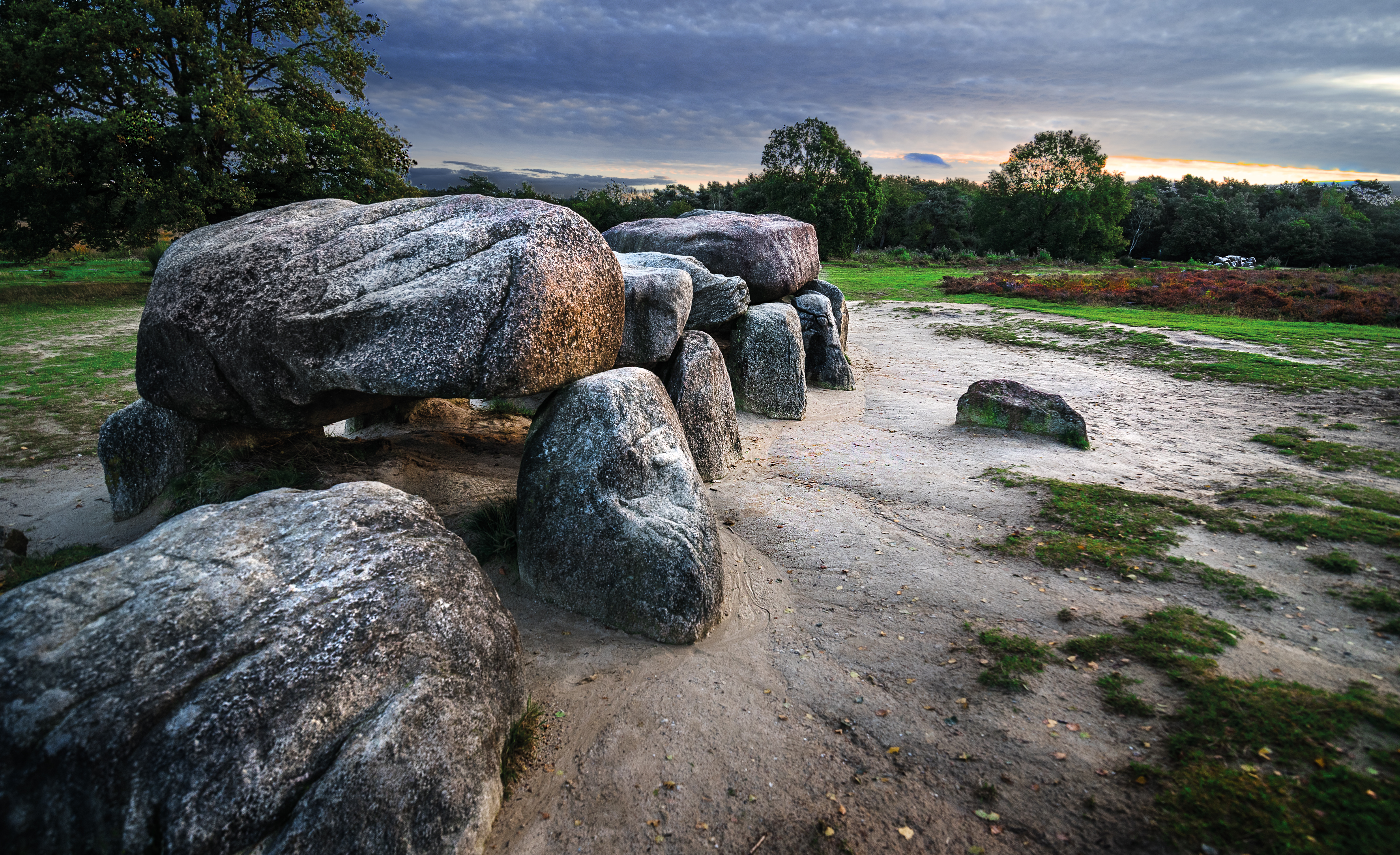
Havelte 2 oder D54

Bei der Anlage handelt es sich um ein ostsüdost-westnordwestlich orientiertes Ganggrab. Eine steinerne Umfassung konnte nicht festgestellt werden. Die Grabkammer hat eine Länge von 12,7 m und eine Breite von 3,3 m. Sie besitzt sieben Wandsteinpaare an den Langseiten. Von den beiden Abschlusssteinen an den Schmalseiten fehlt der östliche. Auch der östlichste der ursprünglich sieben Decksteine fehlt. Die erhaltenen sechs Decksteine liegen alle auf den Wandsteinen auf. Zwischen dem von Westen aus gesehen vierten und fünften Wandstein der südlichen Langseite befindet sich der Zugang zur Kammer. Diesem ist ein Gang aus ursprünglich wohl zwei Wandsteinen vorgelagert, von denen nur noch der westliche erhalten ist.

## Filme
- Dutch Dolmens, Skeletal Remains of Burial Mounds. History and Excavation. Drenthe, Netherlands. History With Kayleigh, 2020. In: YouTube. 23. Juni 2020, abgerufen am 6. Oktober 2021.